# Reynolds International Pen Company
Pour les articles homonymes, voir Reynolds.
La société Reynolds International Pen Company (ou simplement Reynolds) fabrique en particulier des stylos, feutres et effaceurs.
Depuis 2000, Reynolds appartient au groupe américain Newell Rubbermaid qui possède notamment les marques Dymo, Waterman et Parker.

## Historique
Milton Reynolds, un homme d’affaires américain de Chicago s’inspire d’un des premiers stylos des frères Biroo. Il a commencé à produire ses stylos en 1945 et les vend par l’intermédiaire du magasin Gimbel à Manhattan. Le magasin en écoule 10 000 le premier jour à 10 dollars pièce (près de 105 dollars en 2006). 
Le château du Mesnil-Saint-Denis est acheté en 1947 par Milton Reynolds qui entreprend dans les communs la fabrication de ses premiers stylos à bille commercialisés en France.
Peu de temps après Edmond Regnault, fabricant de stylo-plumes depuis 1927 à La Ferté-Milon dans l'Aisne, puis à Valence depuis 1945, rachète la totalité des brevets à Milton Reynolds (décédé le 23 janvier 1976).
En 1974, Edmond Regnault cède sa place à ses deux fils.
Le groupe Wendel Investissement prend le contrôle de la compagnie en 1993 et entre en bourse sur le second marché en 1996.
Puis en 1998, Reynolds fait l'acquisition de la société sarthoise de fabrication de stylos de haut de gamme : Sermec. L'année suivante, le groupe implante une usine en Inde pour la fabrication de stylos bille.
En 1999, le groupe américain Newell Rubbermaid rachète Reynolds, la retire de la bourse et l'entreprise devient Sanford Reynolds SA.
Le groupe Newell Rubbermaid  décide de délocaliser sa seule usine de fabrication de stylo Reynolds, située à Valence dans la Drôme, pour la Chine et la Tunisie.
En 2011, la société Reynolds et une filiale se retrouvaient devant la justice dans un procès pour « tromperie ». À la suite de la plainte d'anciens salariés du groupe, l’enquête a établi qu'en septembre 2007 des stylos et des effaceurs de la marque fabriqués en Chine ou en Tunisie étaient commercialisés avec la mention « Made in France ». Au total ce sont plus d'un million d'emballages non conformes, étiquetés « fabrication française » bien après la délocalisation de la production et la fermeture de l'usine drômoise qui ont été mis sur le marché.